# Liste des aires d'attraction en Nouvelle-Aquitaine

## Liste des 6 aires d'attraction de plus de200 000 habitantsen Nouvelle-Aquitaine
Depuis 2020, l'Insee a remplacé la notion d'aire urbaine par celle d'aire d'attraction d'une ville.
Liste des 6 aires d'attraction de villes de la Nouvelle-Aquitaine ayant plus de 200 000 habitants.
La population en vigueur au 1er janvier 2025 est celle des recensements de population au 1er janvier 2022.
|   | [ n. 1 ]    | Population (2022) | Nombre de communes | unité urbaine de rattachement | Département           |
| - | ----------- | ----------------- | ------------------ | ----------------------------- | --------------------- |
| 1 | Bordeaux    | 1 412 388         | 275                | Bordeaux                      | Gironde               |
| 2 | Limoges     | 323 494           | 127                | Limoges                       | Haute-Vienne          |
| 3 | Bayonne     | 287 458           | 56                 | Bayonne                       | Pyrénées-Atlantiques. |
| 4 | Pau         | 285 761           | 227                | Pau                           | Pyrénées-Atlantiques  |
| 5 | Poitiers    | 281 452           | 97                 | Poitiers                      | Vienne                |
| 6 | La Rochelle | 250 957           | 72                 | La Rochelle                   | Charente-Maritime     |

## Liste des 16 aires d'attraction de plus de50 000 habitantsà moins de200 000 habitantsen Nouvelle-Aquitaine
La population en vigueur au 1er janvier 2024 est celle des recensements de population au 1er janvier 2021.
N.B. : Le rang des aires d'attraction dans la région est la suite du tableau précédent.
|    | [ n. 1 ]           | Population (2021) | Nombre de communes | unité urbaine de rattachement | Département       |
| -- | ------------------ | ----------------- | ------------------ | ----------------------------- | ----------------- |
| 7  | Angoulême          | 179 917           | 94                 | Angoulême                     | Charente          |
| 8  | Niort              | 178 690           | 91                 | Niort                         | Deux-Sèvres       |
| 9  | Brive-la-Gaillarde | 133 838           | 80                 | Brive-la-Gaillarde            | Corrèze.          |
| 10 | Agen               | 120 716           | 81                 | Agen                          | Lot-et-Garonne    |
| 11 | Périgueux          | 113 435           | 49                 | Périgueux                     | Dordogne          |
| 12 | Mont-de-Marsan     | 102 814           | 17                 | Mont-de-Marsan                | Landes            |
| 13 | Dax                | 92 936            | 60                 | Dax                           | Landes            |
| 14 | Saintes            | 80 501            | 62                 | Saintes                       | Charente-Maritime |
| 15 | Châtellerault      | 79 649            | 45                 | Châtellerault                 | Vienne            |
| 16 | Bergerac           | 73 750            | 73                 | Bergerac                      | Dordogne          |
| 17 | Royan              | 73 582            | 26                 | Royan                         | Charente-Maritime |
| 18 | Rochefort          | 66 193            | 33                 | Rochefort                     | Charente-Maritime |
| 19 | Villeneuve-sur-Lot | 58 792            | 34                 | Villeneuve-sur-Lot            | Lot-et-Garonne.   |
| 20 | Cognac             | 58 629            | 45                 | Cognac                        | Charente          |
| 21 | Libourne           | 55 752            | 24                 | Libourne                      | Gironde           |
| 22 | Marmande           | 50 446            | 48                 | Marmande                      | Lot-et-Garonne    |

## Annexe 1: Liste des aires d'attraction de20 000 habitantsà moins de50 000 habitantsen Nouvelle-Aquitaine
La population légale en vigueur au 1er janvier 2024 est celle des recensements de population au 1er janvier 2021.
N.B. : Le rang des aires d'attraction dans la région est la suite du tableau précédent.
|    | [ n. 1 ]                    | Population (2021) | Nombre de communes | unité urbaine de rattachement | Département          |
| -- | --------------------------- | ----------------- | ------------------ | ----------------------------- | -------------------- |
| 23 | Guéret                      | 48 286            | 72                 | Guéret                        | Creuse               |
| 24 | Bressuire                   | 47 458            | 19                 | Bressuire                     | Deux-Sèvres          |
| 25 | Tulle                       | 39 618            | 43                 | Tulle                         | Corrèze.             |
| 26 | Arcachon - La Teste-de-Buch | 37 815            | 2                  | La Teste-de-Buch-Arcachon     | Gironde              |
| 27 | Thouars                     | 35 785            | 26                 | Thouars                       | Deux-Sèvres          |
| 28 | Sarlat-la-Canéda            | 32 080            | 45                 | Sarlat-la-Canéda              | Dordogne             |
| 29 | Parthenay                   | 30 341            | 26                 | Parthenay                     | Deux-Sèvres          |
| 30 | Hendaye                     | 29 556            | 4                  | Bayonne                       | Pyrénées-Atlantiques |
| 31 | Oloron-Sainte-Marie         | 29 533            | 44                 | Oloron-Sainte-Marie           | Pyrénées-Atlantiques |
| 32 | Biscarrosse                 | 28 675            | 7                  | Biscarrosse                   | Landes               |
| 33 | Capbreton                   | 23 951            | 6                  | Capbreton                     | Landes               |
| 34 | Orthez                      | 21 729            | 26                 | Orthez                        | Pyrénées-Atlantiques |
| 35 | Ussel                       | 21 203            | 38                 | Ussel                         | Corrèze.             |
| 36 | Saint-Jean-d'Angély         | 20 719            | 37                 | Saint-Jean-d'Angély           | Charente-Maritime    |

## Annexe 2: Liste des aires d'attraction de10 000 habitantsà moins de20 000 habitantsen Nouvelle-Aquitaine
La population en vigueur au 1er janvier 2024 est celle des recensements de population au 1er janvier 2021.
N.B. : Le rang des aires d'attraction dans la région est la suite et la fin du tableau précédent.
|    | [ n. 1 ]                 | Population (2021) | Nombre de communes | unité urbaine de rattachement | Département          |
| -- | ------------------------ | ----------------- | ------------------ | ----------------------------- | -------------------- |
| 37 | Loudun                   | 16 797            | 25                 | Loudun                        | Vienne               |
| 38 | Lesparre-Médoc           | 16 337            | 12                 | Lesparre-Médoc                | Gironde              |
| 39 | Jonzac                   | 16 316            | 35                 | Jonzac                        | Charente-Maritime.   |
| 40 | Pineuilh                 | 15 795            | 16                 | Bergerac                      | Gironde              |
| 41 | Tonneins                 | 15 487            | 11                 | Tonneins                      | Lot-et-Garonne       |
| 42 | Nérac                    | 15 421            | 17                 | Nérac                         | Lot-et-Garonne       |
| 43 | Surgères                 | 15 212            | 9                  | Surgères                      | Charente-Maritime    |
| 44 | Montpon-Ménestérol       | 14 768            | 13                 | Montpon-Ménestérol            | Dordogne             |
| 45 | Barbezieux-Saint-Hilaire | 14 589            | 25                 | Barbezieux-Saint-Hilaire      | Charente             |
| 46 | Blaye                    | 14 137            | 13                 | Blaye                         | Gironde              |
| 47 | Montmorillon             | 13 973            | 18                 | Montmorillon                  | Vienne               |
| 48 | Fumel                    | 13 851            | 10                 | Fumel                         | Lot-et-Garonne       |
| 49 | Saint-Yrieix-la-Perche   | 13 838            | 38                 | Saint-Yrieix-la-Perche        | Haute-Vienne.        |
| 50 | Ruffec                   | 13 758            | 20                 | Ruffec                        | Charente             |
| 51 | Aire-sur-l'Adour         | 12 301            | 14                 | Aire-sur-l'Adour              | Landes               |
| 52 | Ribérac                  | 11 927            | 24                 | Ribérac                       | Dordogne             |
| 53 | La Réole                 | 11 877            | 20                 | La Réole                      | Gironde              |
| 54 | Aubusson                 | 11 856            | 34                 | Aubusson                      | Creuse               |
| 55 | Nontron                  | 11 839            | 19                 | Nontron                       | Dordogne             |
| 56 | Marennes-Hiers-Brouage   | 11 779            | 3                  | Marennes-Hiers-Brouage        | Charente-Maritime    |
| 57 | La Souterraine           | 11 229            | 12                 | La Souterraine                | Creuse               |
| 58 | La Tremblade             | 10 927            | 3                  | La Tremblade                  | Charente-Maritime    |
| 59 | Saint-Maixent-l'École    | 10 920            | 4                  | Saint-Maixent-l'École         | Deux-Sèvres          |
| 60 | Pauillac                 | 11 541            | 5                  | Pauillac                      | Gironde              |
| 61 | Bazas                    | 10 570            | 18                 | Bazas                         | Gironde              |
| 62 | Ciboure                  | 10 497            | 2                  | Bayonne                       | Pyrénées-Atlantiques |

## Annexe 3: Liste des anciennesAires urbainesen Nouvelle-Aquitaine
Cette liste comprend à titre conservatoire les anciennes délimitations en Aire urbaine dans la région Nouvelle-Aquitaine. Cette liste est devenue obsolète et n'a pkus qu'un intérêt historique.
Pour rappel, de 1990 à 2020, la notion d'aire urbaine a été utilisée par l'Insee pour appréhender et décrire l'organisation urbaine de la France. En 2020, cette notion a été abandonnée et remplacée par celle d'aire d'attraction d'une ville.
Aires urbaines en Nouvelle-Aquitaine
Liste des aires urbaines ayant plus de 100 000 habitants (population au 1er janvier 2015).
| Ville-centre       | Aire urbaine (habitants) | Part dans la population régionale (%) | Pôle urbain (habitants) | Commune (habitants) |
| ------------------ | ------------------------ | ------------------------------------- | ----------------------- | ------------------- |
| Bordeaux           | 1 215 769                | 20,6                                  | 904 359                 | 249 712             |
| Bayonne            | 297 375                  | 5,0                                   | 236 730                 | 49 207              |
| Limoges            | 283 823                  | 4,8                                   | 183 347                 | 133 627             |
| Poitiers           | 260 626                  | 4,4                                   | 130 502                 | 87 918              |
| Pau                | 243 122                  | 4,1                                   | 197 713                 | 77 215              |
| La Rochelle        | 214 109                  | 3,6                                   | 128 466                 | 75 201              |
| Angoulême          | 182 729                  | 3,1                                   | 109 054                 | 42 081              |
| Niort              | 156 789                  | 2,7                                   | 72 991                  | 58 952              |
| Agen               | 113 316                  | 1,9                                   | 81 266                  | 33 988              |
| Périgueux          | 103 319                  | 1,7                                   | 65 344                  | 29 829              |
| Brive-la-Gaillarde | 102 506                  | 1,7                                   | 75 329                  | 47 349              |